# Strzelcy moskiewscy
Strzelcy moskiewscy (ros. cтрельцы, cтрелецкое войско) – rosyjska formacja wojskowa, działająca od początku XVI wieku do XVIII wieku. Była to piechota gwardyjska wyposażona w broń palną.

## Powstanie, wyposażenie i organizacja

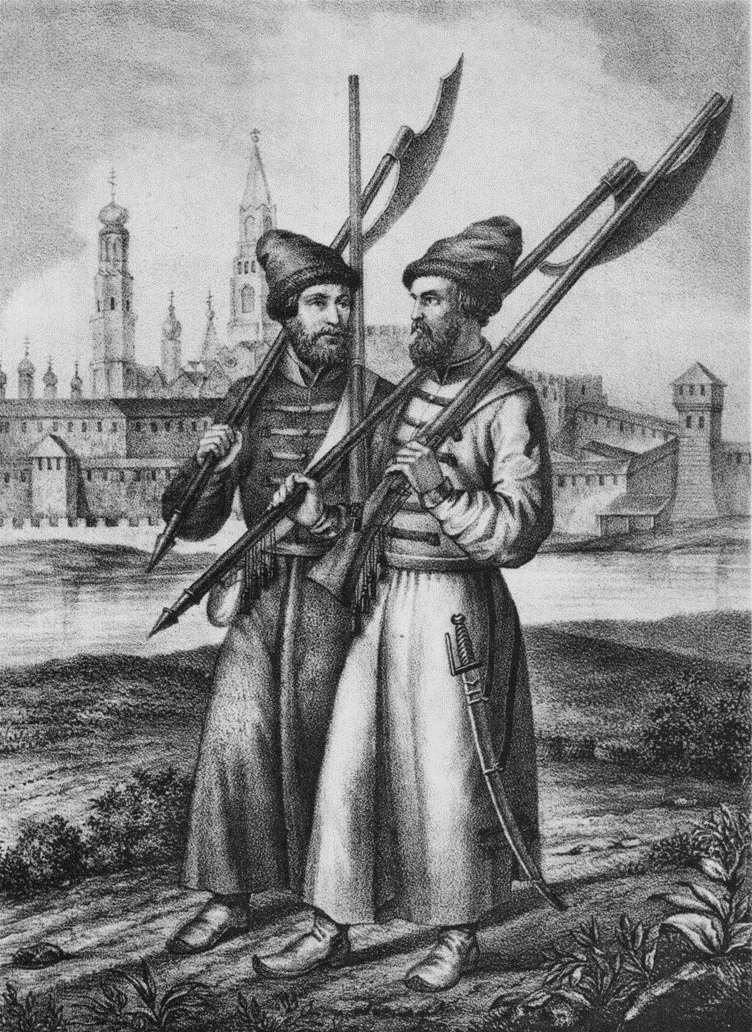
Strzelcy moskiewscy na rycinie z XIX wieku

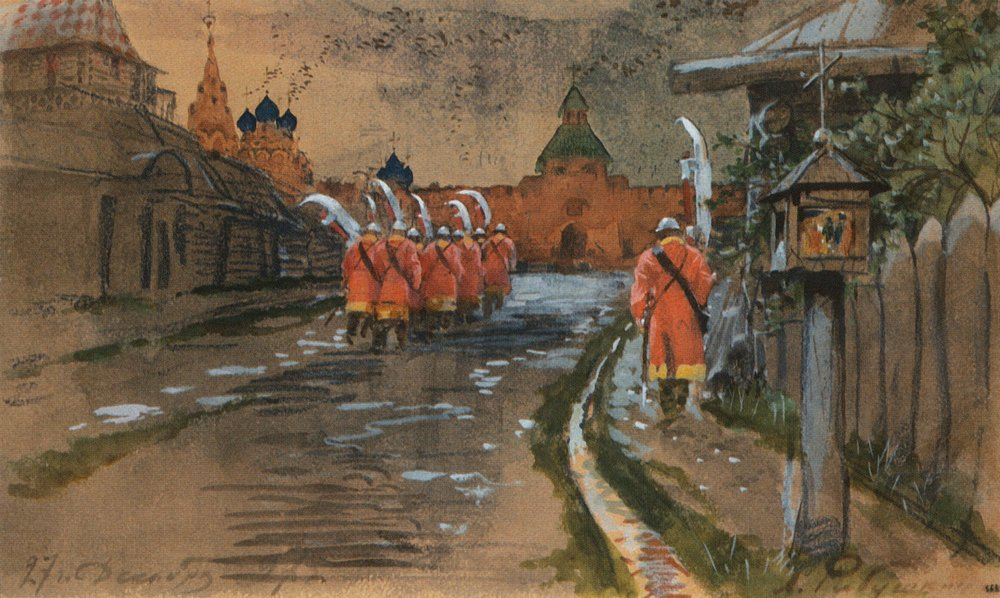
Andriej Riabuszkin, Patrol strzelców przy Bramie Ilińskiej w Starej Moskwie

Pierwsze oddziały strzelców powstały w czasach Iwana Groźnego w latach 30. lub 40. XVI wieku z oddziałów arkebuzjerów zorganizowanych jeszcze przez Wasyla III. Początkowo oddziały te liczyły 3000 wojska i rekrutowano do nich zarówno dzieci bojarów i dworiaństwo. Od 1550 do strzelców rekrutowano także ludzi, których ze sobą przyprowadzali bojarzy i którzy byli przysyłani przez miasta i wsie (ros. сборные люди, посошные люди). Służba była tu dożywotnia i dziedziczna.
Oddziały strzelców dzieliły się na: wyborowe (ros. выборные, czyli później moskiewskie) oraz miejskie (ros. городовые, grodzkie – z różnych miast Rosji). Strzelcy wyborowi ochraniali moskiewski Kreml, brali udział w uroczystościach jak i w działaniach wojennych, w odróżnieniu od strzelców miejskich, którzy stacjonowali w garnizonach, chronili granice i wypełniali polecenia miejskiej administracji.
Strzelcy podlegali pod Strielecki Prikaz (czyli specjalny urząd ds. strzelców), o którym pierwsze wspominki pochodzą z roku 1571. Strzelcy miejscy byli także pod jurysdykcją wojewodów.
Strzelcy posiadali także jednolite umundurowanie w postaci kaftanów, kołpaków, czy utwardzanych, filcowych czapek z klapami na poliki i kark, oraz wyszkolenie i uzbrojenie, na które składały się: początkowo arkebuzy, później piszczały (ros. Пищаль), berdysze, szable, w XVII wieku dodatkowo w piki i szpady wzorem pikinierów. Jeśli chodzi o uzbrojenie ochronne wszyscy strzelcy nosili tzw. żelazne czapki, czyli szłomy. Strzelcy pierwszoliniowi, którzy w późniejszym okresie walczyli z pikami, dodatkowo posiadali kolczugi lub napierśniki. Niektórzy strzelcy, oficerowie, posiadali partyzany. Dodatkowo strzelcy posiadali bandoliery (берендейка) przewieszone przez lewe ramię, na którym znajdował się m.in. róg z prochem.
Nadrzędną jednostką organizacyjną strzelców był pribor (прибор), przemianowany później na prikaz, a w 1681 na pułk. Na czele priborów stali strzeleccy naczelnicy (стрелецкие головы), a na czele pułków – pułkownicy (полковники), z czego wszyscy musieli pochodzić z dworiaństwa i byli mianowani. Prikazy (pułki) dzieliły się na sotnie (сотни – 100 ludzi) i dziesiątki (десятки – 10 ludzi). Strzelcy mogli być zarówno konni tzw. strzemienni (стремянные – od słowa strzemię), jak i piesi (пешие).
Strzelcy żyli w wydzielonych, oddzielnych osiedlach, tzw. słobodach, a żołd i wyżywienie zapewniał im Skarb państwa. W niektórych rejonach Rosji strzelcy zamiast pieniędzy otrzymywali kawałki ziemi, należące do całego osiedla.

## Strzelcy i polityka

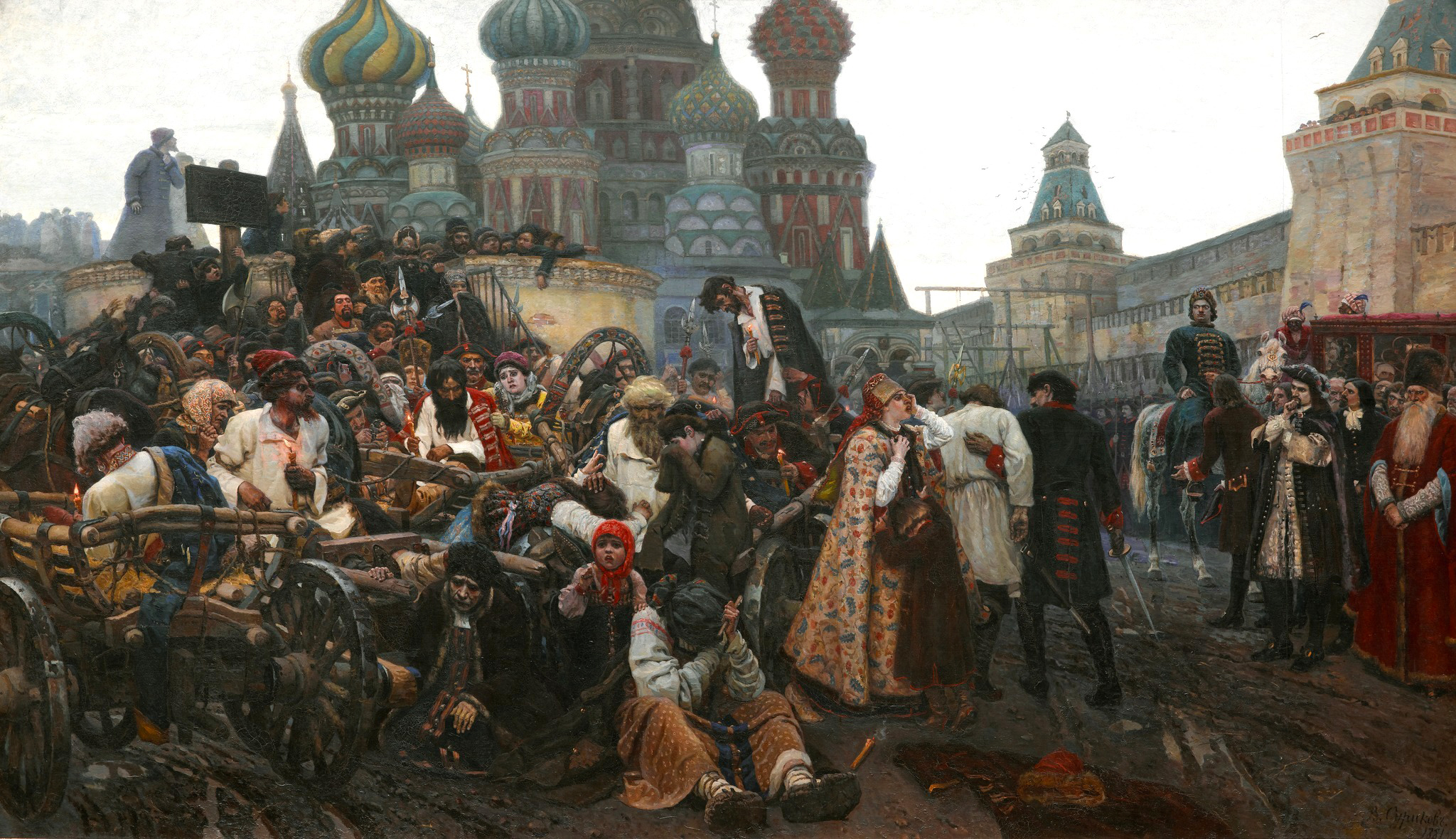
Wasilij Iwanowicz Surikow, Egzekucja strzelców po powstaniu w 1698

Pod koniec XVI wieku było około 20 000 – 25 000 strzelców, w 1681 około 55 000, z czego samych moskiewskich 22 500. Zajęcie się przez nich rzemiosłem i handlem było powodem dużych dysproporcji pomiędzy nimi. Pomimo to strzelcy pokazali swoją bojową przydatność w wielu konfliktach: w czasie oblężenia Kazania w 1552, w czasie wojny w Liwonii, w wojnach inflanckich, w czasie wojen ze Szwecją i I Rzeczpospolitą w XVII wieku, a także na Krymie.
W 2. połowie XVII wieku jednak oddziały strzelców okazywały się przestarzałe i nieskuteczne w porównaniu z piechotą i rajtarią czyli tzw. pułkami nowego typu. Ciężka służba, częste opóźnienia w wypłacie żołdu, nadużycia lokalnej administracji i dowódców spowodowały udział strzelców w regularnych buntach (szczególnie tych najbiedniejszych) i powstaniach w XVII i na początku XVIII wieku: w buntach chłopskich na początku XVII wieku, później w latach 1670-1671 pod przywództwem Stiepana Razina, powstaniach miejskich (powstanie moskiewskie 1682, powstanie strzelców 1698, powstanie astrachańskie 1705-1706).
W tym czasie strzelcy stojący na szczycie hierarchii próbowali przeciągnąć główne siły na stronę rządzących. W końcu XVII wieku strzelcy moskiewscy brali aktywny udział w walce o władzę pomiędzy różnymi obozami politycznymi, zwłaszcza popierając dysydentów i okazując swoją wrogość wobec wszelkich nowości z zagranicy.

## Zmierzch formacji

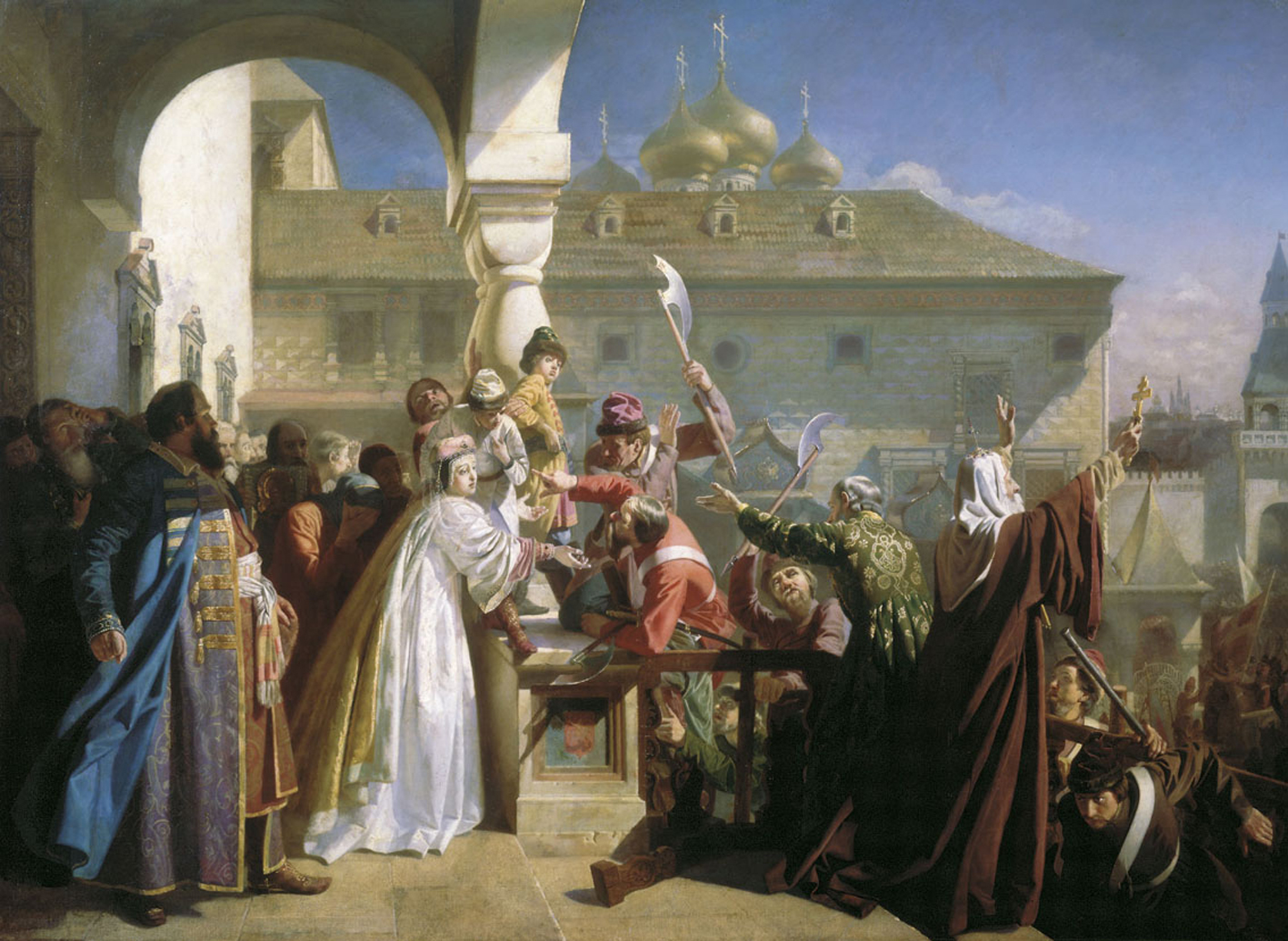
Nikołaj Dmitriew Orenburski, Powstanie moskiewskie 1682

Po upadku Zofii Romanowej w 1689 na rzecz cara Piotra Wielkiego, nastąpił proces stopniowego ograniczania militarnego i politycznego znaczenia strzelców. 8 pułków strzelców moskiewskich zostało usuniętych z Moskwy do Biełgorodu, Sjewska i Kijowa.
Po powstaniu strzelców w 1689 i powstaniu w Azowie, Piotr I zarządził rozwiązanie tej formacji. Proces rozwiązywania został zatrzymany w 1700 roku po klęsce pod Narwą i najlepsze z pułków strzeleckich brały udział w Wielkiej Wojnie Północnej i w 1711 w III-ej wojnie rosyjsko-tureckiej. Stopniowo strzelcy wyborowi przekształcani byli w regularne wojsko, a strzelcy miejscy rozwiązywani. W latach 20. XVIII wieku ostatecznie strzelcy przestali istnieć, aczkolwiek w niektórych miastach przetrwali do końca XVIII wieku.